# Aeroportul Bora Bora
Aeroportul Bora Bora (IATA: BOB, ICAO: NTTB) este un aeroport din Polinezia Franceză, Franța ce deservește zona Bora Bora. Aeroportul a fost tranzitat în 2022 de 320.905 pasageri. A fost deschis în 1958 și numit după zona deservită.
Situat la o altitudine de 9 m, aeroportul dispune de 1 pistă.

## Infrastructură

### Piste
Aeroportul dispune de o singură pistă. Pista 11/29 are suprafața de asfalt și dimensiunile 1.505 m × 24 m. 